# Number Ones (Bee Gees-album)
A Number Ones című album a Bee Gees együttes válogatáslemeze.

## Az album dalai
1. Massachusetts (Barry, Robin és Maurice Gibb) – 2:26
2. World (Barry, Robin és Maurice Gibb) – 3:16
3. Words (Barry, Robin és Maurice Gibb) – 3:17
4. I've Gotta Get A Message To You (Barry, Robin és Maurice Gibb) – 2:52
5. I Started A Joke (Barry, Robin és Maurice Gibb) – 3:10
6. Don't Forget to Remember(Barry és Maurice Gibb)- 3:29
7. Lonely Days (Barry, Robin és Maurice Gibb) – 3:48
8. How Can You Mend A Broken Heart (Barry és Robin Gibb) – 3:58
9. Jive Talkin' (Barry, Robin és Maurice Gibb) – 3:46
10. You Should Be Dancing (Barry, Robin és Maurice Gibb) – 4:17
11. Love So Right (Barry, Robin és Maurice Gibb) – 3:38
12. How Deep Is Your Love (Barry, Robin és Maurice Gibb) – 4:02
13. Stayin' Alive (Barry, Robin és Maurice Gibb) – 4.46
14. Night Fever (Barry, Robin és Maurice Gibb) – 3:30
15. Too Much Heaven (Barry, Robin és Maurice Gibb) – 4:57
16. Tragedy (Barry, Robin és Maurice Gibb) – 5:03
17. Love You Inside Out (Barry, Robin és Maurice Gibb) – 4:12
18. You Win Again (Barry, Robin és Maurice Gibb) – 4:03
19. Man In The Middle (Robin és Maurice Gibb) (Barry, Robin és Maurice Gibb) – 4:21

Az angol és a japán kiadáson a Lonely days és a Love so right számok helyett a More than a woman – 3:18 és az Islands in the stream – 4:22 számok szerepelnek. A lemezen a számok sorrendje emiatt némiképpen eltér az amerikai kiadástól. 

### Bónuszdalok
Az angol és a japán kiadáson :Immortality – 4:14 

A CD lemezhez bonus DVD tartozik, melyen az alábbi számok kaptak helyet a An Audience With The Bee Gees 1998 összeállításból:
1. Massachusetts
2. How Can You Mend A Broken Heart
3. I Started A Joke
4. How Deep Is Your Love
5. Jive Talkin'

## Közreműködők
- Barry Gibb – ének, gitár
- Robin Gibb – ének
- Maurice Gibb – gitár, billentyűs hangszerek, ének

## A nagylemez megjelenése országonként
- Ausztrália Universal 986 8839 2004
- Belgium Polydor/Universal 986 8838 2004
- Brazília Polydor 6024 9868839 2004
- Amerikai Egyesült Államok Universal B0003777–10 2004
- Egyesült Királyság Polydor 986 8840 2004
- Franciaország Polydor/Universal 986 8838 2004
- Hollandia Universal 24 986 8838 2004
- Japán Universal UICZ 1138 2004
- Koreai Köztársaság Polygram DG 8945 2004
- Németország Polydor/Universal 986 8838 2004
- Svájc Polydor/Universal 986 8838 2004
- Tajvan Universal 986884–6 2004
- Új-Zéland Universal 986 8839 2004

## Az album dalaiból megjelent kislemezek, EP-k
- Night Fever / Jive Talkin / Tragedy / Stayin Alive promo Egyesült Királyság Polydor BG1–1 2004

## Eladott példányok
A Number Ones lemezből a világban 2 millió példány (ebből az Amerikai Egyesült Államokban 890 ezer, az Egyesült Királyságban 264 ezer, Brazíliában 125 ezer) kelt el.

## Number One helyezés a világban
- Number Ones: Hongkong